# Мухаммад аль-Амин
Абу́ Абдулла́х Муха́ммад ибн Хару́н (араб. أبو عبد الله محمد بن هارون‎), более известный под тронным именем аль-Ами́н (الأمين‎; 14 апрель 787 — 25 сентября 813) — багдадский халиф из династии Аббасидов с 809 года. Сын Харуна ар-Рашида и Зубейды из знатного арабского хашимитского рода.

## Биография
Харун ар-Рашид назначил его своим наследником под именем аль-Амин (араб. «верный», «честный»). В 799 году следующим после аль-Амина наследником был назначен его старший брат (сын иранской наложницы) аль-Мамун. В управление аль-Мамуна передавались восточные области Халифата, где преобладало иранское население. В 802 году во время хаджа в Мекку, у Каабы, Харун ар-Рашид взял с братьев клятву соблюдать его решение о наследовании престола.
После смерти отца 24 марта 809 году аль-Амин вступил на престол в Багдаде. Наибольшее влияние на политику молодого халифа оказывал визирь Фадл ибн Раби. Аль-Амин пренебрегал государственными делами, предавался развлечениям, за что не пользовался популярностью в народе; подозревался в гомосексуальных наклонностях. Халиф покровительствовал знаменитому поэту Абу Нувасу, но за нарушение мусульманских норм поведения аль-Амин всё же посадил поэта в тюрьму.
Фадл ибн Раби убедил аль-Амина провозгласить наследником трона малолетнего сына Мусу, что привело к конфликту с братом аль-Мамуном. Противоречия между братьями усилились в связи с отказом аль-Мамуна вернуть в Багдад под контроль аль-Амина войско эмира Харсамы, которое перед этим подавляло восстание Рафи ибн Лейса в Самарканде (809—811). Между братьями началась гражданская война, известная под названием «Четвёртая фитна». Аль-Амин направил против аль-Мамуна большое войско (ок. 50 тысяч) под командованием Али ибн Исы ибн Махана. Аль-Мамун не успел собрать большой армии и выставил против войска брата немногочисленные полки (до 10 тысяч) под руководством Тахира ибн Хусейна и Харсамы, чтобы задержать армию халифа. В состоявшемся 1 мая 811 г. сражении Тахир разгромил превосходящую армию аль-Амина и Али ибн Иса был убит.
В Багдаде, один из военачальников аль-Хусайн ибн Али ибн Махан поднял мятеж против халифа, обвинив его в плохом правлении и призвал население Багдада признать халифом аль-Мамуна. Одна часть населения поддержала аль-Амина, а другая часть поддержала аль-Хусайна и между ними начались столкновения, но халиф смог усмирить восстание. Он помиловал аль-Хусайна и назначил его визирем, но вскоре он был убит по приказу халифа.
В 811—813 гг. полководцы аль-Мамуна захватили большую часть Ирака и в 812 году осадили Багдад, осада которого продолжалась около года. В городе началась паника среди населения, некоторые сторонники аль-Амина перешли на сторону аль-Мамуна. Войска аль-Мамуна вошли в город, в котором завязались ожесточённые уличные бои между войсками двух братьев. Халиф аль-Амин попытался спастись, уплыв на корабле, но корабль был потоплен. Халифу удалось спастись и он укрылся в одном из домов, где его нашли его противники и он был убит.